# Atomic Heart
Atomic Heart (укр. Атомне серце) — відеогра жанру пригодницького бойовика, розроблена російською студією Mundfish і видана 21 лютого 2023 року для PlayStation 4, PlayStation 5, Microsoft Windows, Xbox One, і Xbox Series. В цій грі текст і субтитри локалізовано українською мовою.
Дія гри відбувається в альтернативному СРСР 1955 року. Агент КДБ обстежує підприємство «Об'єкт 3826», щоб з'ясувати причини раптової агресії роботів на ньому та завадити планам тих, хто за цим стоїть.

## Ігровий процес
У Atomic Heart гра відбувається за агента КДБ Сергія Нечаєва, що бореться з роботами та чудовиськами. На відміну від схожих ігор, тут не передбачено спринту, головний герой рухається завжди з однією швидкістю. Зброя поділяється на холодну (леза, сокири), вогнепальну (пістолети, рушниці, дробовики) та енергетичну. Енергетична зброя має необмежений боєзапас, утім потребує часу на перезарядження. Нечаєв здатен носити скільки завгодно видів зброї, але лише 6 із них доступні для швидкого вибору. Деяку зброю він знаходить, тоді як іншу потрібно майструвати самотужки. Зброя може вдосконалюватися спеціальними картриджами, що надають додаткові типи атаки.
Система майстрування дозволяє збирати різні матеріали (деталі, хімікати, біоматеріали, елементи живлення), з яких потім у спеціальних ремонтних шафах створюються потрібні предмети. Нечаєв може носити необмежену кількість матеріалів, але обмежену кількість готових виробів. Упродовж проходження гри відкривається можливість складати предмети про запас у шафах; їх можна буде взяти назад з будь-якої аналогічної шафи. Для пошуку прихованих предметів передбачено функцію сканування, що показує навколишню територію ніби на рентгенівському знімку.
Нечаєв користується рукавицею, котра надає набір здібностей, як-от телекінез, заморожування, розпилювання полімеру для знерухомлення ворогів та електрошок. Здібності пропонується розвивати, щоб отримати додаткові ефекти, але одночасно можна користуватися тільки двома з них.

## Сюжет

### Світ гри
Події розгортаються в альтернативній реальності Радянського Союзу 1955 року. 1936 року вчений Дмитро Сєченов створив «полімер» — рідинний програмований модуль, який міг замінювати нервову тканину з пристосуванням до різних потреб. Науковець мріяв використати його для побудови нового суспільства, заснованого на колективізму, в якому всі мислитимуть спільно і тому не буде внутрішніх суперечностей. «Полімер» сприяв розвитку робототехніки та звільнив більшість громадян СРСР від фізичної праці.
У Другій світовій війні СРСР швидко переміг, але Німеччина випустила смертельний вірус, що спричинило катастрофічні наслідки (в грі згадується понад 200 млн загиблих). Сєченову доручили компенсувати нестачу робітників у СРСР роботами. Вже за кілька років їх стали експортувати за кордон. У 1948 Сєченов запустив систему штучного інтелекту «Колектив» для координації спільної діяльності роботів на основі «полімеру». Потім він повернувся до втілення ідеї людей із колективним мисленням, для чого заснував програму вакцинації громадян СРСР «полімером».
Щоб забезпечити прямий зв'язок людей з роботами в межах вдосконаленого «Колективу 2.0», Сєченов створив пристрій під назвою «Мислення». А втім, запуск «Мислення» на підприємстві «3826» відбувся невдало. Для розслідування події на об'єкт відрядили агента Головного розвідувального управління КДБ Сергія Нечаєва. Йому доведеться боротися з несправними роботами, невдалими біомеханічними експериментами і власним психічним станом.
Розробники описують світ гри як «полудень Радянського Союзу», що натякає на літературну серію «Полуденний світ» братів Стругацьких.

### Дія
Майор КДБ Сергій Нечаєв під кодовим ім'ям «Агент П-3» отримує запрошення від свого друга, доктора Сєченова, на презентацію «Колективу 2.0». Нечаєв — ветеран Другої світової війни (згадується, що він воював «скрізь, крім Китаю»), який подружився з доктором Сєченовим після того, як той врятував йому життя, виконавши операцію. Спершу П-3 прибуває в місто, оснащений рукавицею зі штучним інтелектом ХРАЗ (рос. Хранитель знаний, в англомовній версії Чарльз), подарованою Сєченовим. П-3 отримує вдосконалення рукавиці та вирушає на летючому автомобілі до передового «Об'єкта 3826», розташованого біля Казахстану, для допомоги в розгортанні «Колективу 2.0». При підльоті до комплексу, на авто раптово нападають роботи. П-3 виявляє, що роботи з невідомої причини вбили більшість людського персоналу. На допомогу приходить його теща, Зінаїда Павлівна, котра працює на «Об'єкті 3826».
Сєченов пояснює через рукавицю, що Віктор Петров, провідний інженер «Колективу 2.0», саботував вузол «Колектив 1.0», який керує «Об'єктом 3826». Тому завданням П-3 стає знайти та затримати Петрова. Разом із ХРАЗом, П-3 пробивається крізь оскаженілих роботів і невдалі біомеханічні експерименти. Дорогою в нього починаються галюцинації, пов'язані з воєнним минулим і загибеллю його дружини.
П-3 вистежує Петрова в одній з лабораторій і з'ясовує, що він працює з нейрохірургом, доктором Ларисою Філатовою. Петров тікає, проте гине через роботів, які його обезголовлюють. Тим часом у Політбюро підозрюють, що Сєченов приховує справжні масштаби катастрофи на «Об'єкті 3826». Один із членів Політбюро Молотов вирішує особисто вирушити туди й погрожує в разі перешкоджань закрити Сєченову доступ до проєкту «Атомне серце». ХРАЗ пояснює П-3, що Сєченов і Політбюро ведуть таємну боротьбу за керування «Колективом», і Політбюро використає цей інцидент як привід, щоб позбутися Сєченова. Тоді Сєченов наказує П-3 перехопити Молотова. Проте майору це не вдається, бо він раптово непритомніє, а коли отямлюється після барвистих галюцинацій, знаходить Молотова та всю його делегацію вбитими.
Згодом Сєченов виявляє, що хтось намагається передати сигнал на Захід, і вважає, що Петров досі живий і це його рук справа. Він наказує П-3 продовжувати пошуки Петрова. Коли майор знаходить саботажника, Петров пояснює, як Сєченов планує вбити мільйони людей і поневолити решту за допомогою «Колективу», тому Сєченову треба завадити. Він розповідає П-3, що у роботів із самого початку був передбачений бойовий режим, який він просто активував. Потім Петров дає майору якісь обручки і вчиняє самогубство, а Сєченов наказує доставити його голову. Коли Сєченов запитує про обручки, П-3 бреше, що не знає про них. П-3 здогадується: Сєченов і Політбюро мають одну мету — розповсюдивши по всьому світу роботів у межах гуманітарної програми «Атомне серце», дати їм команду до атаки та скористатися цим для розширення СРСР. П-3 відносить голову Петрова до лабораторії з машиною, яка видобуває спогади Петрова. Та Філатова руйнує машину гранатою, і від вибуху П-3 непритомніє.
Знову отямившись, П-3 отримує повідомлення від Філатової, котра просить зустрітися з нею в її лабораторії. Там вона показує людей, на яких тестувався «Колектив», доводячи, що «Колектив» позбавляє їх здатності мислити самостійно. Шокований викриттям, П-3 погоджується співпрацювати з Філатовою, щоб дізнатися більше. Просуваючись углиб лабораторії, П-3 виявляє, що ХРАЗ насправді не штучний інтелект, а оцифрований розум Харитона Захарова — друга й колеги Сєченова, що допомагав Сєченову в розробці «полімеру» та напевне був ним убитий. Використовуючи права доступу Захарова, П-3 дістається до архіву лабораторії. Там він довідується, що втратив дружину Катерину і сам зазнав важкої травми через атаку болгарських терористів і Сєченов встановив йому замість частини мозку полімерний імплантат. Цей імплантат стирав спогади про його померлу дружину, а також дозволяє брати П-3 під контроль. Отож, в час непритомності П-3 насправді виконував завдання Сєченова, поки бачив галюцинації. Розлючений майор вирішує завадити Сєченову в його прагненні до влади, але знову непритомніє.
П-3 отямлюється на дачі своєї тещі, Зіни, біля «Об'єкта 3826». Вона розповідає, що П-3 убив Філатову, переставши себе контролювати. На цьому етапі П-3 може або здатися та покинути «Об'єкт 3826», або продовжити боротьбу проти Сєченова.
- Якщо П-3 здається, він викидає модуль із ХРАЗом і покидає «Об'єкт 3826», дозволяючи Сєченову продовжити свої плани щодо запуску «Колективу 2.0». ХРАЗ проте вцілів у згустку «полімеру», і вислизає з комплексу. Звіт повідомляє, що доля та місцеперебування П-3 лишаються невідомими з того часу; пошуки ХРАЗа тривають.
- Якщо П-3 вирішує битися, то вирушає на поєдинок із Сєченовим до будівлі Виставки досягнень народного господарства. ХРАЗ і Сєченов сперечаються щодо поглядів на майбутнє людства. Сєченов стверджує, що контроль над людьми приведе до небачених досягнень і Молотов із Філатовою перешкоджали цьому. П-3 знищує двох роботів-охоронців Сєченова, керованих уцілілими півкулями мозку Катерини, та смертельно ранить його самого. Несподівано ХРАЗ паралізує П-3 і вселяється в великий згусток «полімеру», що набуває форми людини. ХРАЗ пояснює, що прагне замінити людей на досконаліших істот на кшталт себе. Він добиває Сєченова, а П-3 опиняється у барвистому світі мрій, де зустрічається зі своєю дружиною в подобі робота — тепер єдиного, на фоні символічних весільних обручок.

## Завантажувані доповнення
Annihilation Instinct — видане 2 серпня 2023 року, продовжує оригінальну гру. Додає нову місцевість, комплекс «Менделєєв», оточений болотами, та нові види ворогів, зброї й додаткову здатність для рукавиці.
Сюжет доповнення розпочинається через три дні після того, як П-3 відмовився протистояти Сєченову. До «Колективу 2.0» приєднується дедалі більше людей по всьому світу. Харитон об’єднався з мережею та контролює населення через їхні пристрої «Мислення». Витік інформації про події в СРСР спричинив громадянську війну.
П-3 отямлюється в комплексі «Менделєєв», захопленому ШІ «Нора» (вона керувала в основній грі ремонтними шафами). «Нора», закохана в П-3, доручає йому знищити Зінаїду, яка вороже ставиться до П-3 через відмову від боротьби проти Сєченова. Прямуючи з комплекса на поверхню, П-3 зустрічає творця «Нори» Лєбєдєва. Той ремонтує рукавичку П-3 і пояснює, що Зінаїда зі своїми однодумцями оголосила війну Сєчєнову та прагне взяти під контроль «Нору», щоб використовувати її проти «Колективу 2.0». Тим часом «Нора» ізолює комплекс «Менделєєв» від зовнішнього світу електромагнітним бар'єром. Лєбєдєв доручає П-3 знайти роботів, які містять частини коду «Нори», щоб отримати доступ до її ядра та перезапустити ШІ.
«Нора» здогадується про наміри П-3 і підмовляє його зрадити Лєбєдєва в обмін на секретні дані про Катерину. Лєбєдєв встановлює прямий контакт між П-3 із Сєченовим, який визнає, що зберіг тіло та мозок Катерини в нейрополімері своїх охоронниць, роботів-близнючок, і її можливо оживити. Він обіцяє доступ до всіх файлів про минуле П-3 й Катерини, а також відпустку. П-3 погоджується стати на бік Сєченова та прямує до ядра «Нори».
За допомогою роботів-близнючок П-3 вдається позбавити «Нору» контролю над комплексом. Сєченов дає П-3 відпустку, але коли той відлітає з «Менделєєва» на дирижаблі, Зінаїда вирушає вслід за ним.

## Розроблення гри
Atomic Heart — гра російської студії Mundfish, заснованої 2016 року вихідцями з рекламного бізнесу Робертом Багратуні (Максимом Зацепіним), Євгенією Сєдовою й Артемом Галєєвим. До заснування студії вони працювали окремо і в різних компаніях, зокрема і над іграми для мобільних пристроїв, але плекали думку відкрити власну компанію і працювати над великою франшизою як для BioShock або Fallout. Навесні 2018 року в студії було 20 співробітників, але Mundfish подвоїли цю кількість до кінця року. Всього за кілька днів до виходу гри в інтернеті з'явилася версія гри без захисту Denuvo, у стані версії розробника.

### Технічні особливості
Гра використовує ігровий рушій Unreal Engine 4, заявлена підтримка технології трасування променів, правдоподібні відображення у звичайних і викривлених дзеркалах, а також на блискучих поверхнях. За словами генерального директора Mundfish Роберта Багратуні, Atomic Heart замислювалася як гра у відкритому світі, де гравець міг би визначати порядок дій самостійно.
Хоча на момент анонсу гри 2018-го активна розробка тривала лише рік, артдиректор Mundfish Артем Галєєв розробляв світ і сюжет гри протягом семи років. Багратуні та Сєдова порахували, що це саме те, що їм потрібно; за словами Багратуні, коли він побачив концепти Галєєва, у нього «щелепа відвисла» Багратуні стверджував, що основними джерелами натхнення для гри є не ігри на зразок BioShock або Fallout, а дитячі враження і книги, на яких виросли розробники: «…Стругацькі, Лем, Гаррі Гаррісон. Це фентезі назавжди залишило відбиток у серці звичайного радянського громадянина. І якщо поєднати його з інтернетом, роботами, Радянським Союзом і купонами на їжу, — вийде Atomic Heart».
У червні 2018 року Mundfish також випустила Soviet Lunapark VR — гру в віртуальної реальності, дія якої відбувається в тому самому всесвіті, що і Atomic Heart.
8 жовтня 2018 року розробники повідомили новину про те, що на офіційному сайті стало доступне передзамовлення гри, одна з переваг якого — можливість випробувати бета-версію, тестування якої почнеться в четвертому кварталі 2019 року.
Польський вебсайт XGP, посилаючись на анонімне джерело від Mundfish, повідомив 1 червня 2022 року, що розробка гри була зупинена на місяць, коли Росія напала на Україну. Це потенційно призвело до відкладення дати випуску на перший квартал 2023 року.
Mundfish повідомили 8 вересня 2022 року, що Atomic Heart поширюватиметься через сервіс VK Play в Росії та СНД, і не буде представлена в Steam. За словами розробників, основною причиною для такого кроку стало прагнення Mundfish «забезпечити запуск Atomic Heart в Росії та СНД на такому рівні, якого гра по-справжньому заслуговує».

### Критика: звеличення комунізму, підтримка російської війни та антиукраїнська пропаганда
Оскільки гра розроблялася російською студією під час російсько-української війни, вона неодноразово критикувалася українською ґеймерською спільнотою, особливо з січня 2023 року. Зазначалося, що робити гру про співробітника радянських спецслужб — це те саме, що створити гру, де головним героєм буде німецький нацист часів Другої світової; що Atomic Heart паразитує на ностальгії або цікавості західної авдиторії до СРСР. Гра таким чином підпадає під дію закону України «Про засудження комуністичного та націонал-соціалістичного (нацистського) тоталітарних режимів в Україні та заборону пропаганди їхньої символіки».
Після широкого російського вторгнення 24 лютого 2022 року, компанія-розробниця переїхала на Кіпр, щоб уникнути накладених на Росію санкцій. Розробники не повідомили однозначної позиції щодо російсько-української війни та блокували у Twitter користувачів, які закликали розробників прояснити своє ставлення. Як писалося у The Gamer, «Розробників просять насамперед прокоментувати війну через характер Atomic Heart — гри, яка, схоже, демонструє російську армію та КДБ у нейтральному або навіть сприятливому світлі». PC Gamer стверджувалося, що розробників немає підстав називати однозначно провоєнними, але «розчарування, яке відчувають українці… цілком зрозуміле». Російськомовний сайт IXBT з приводу того, що Atomic Heart поширюватиметься в СНД виключно через VK Play, описав Mundfish, що компанія «поводиться вкрай бридко щодо своїх потенційних покупців […] Ні пояснень, ні вибачень та постійна плутанина».
Заступник міністра цифрової трансформації України Олексій Борняков виступив із заявою для українського вебсайту Dev.ua, щоб припинити цифрові продажі Atomic Heart в Україні, а також обмежити розповсюдження в інших країнах, позаяк гра «романтизує комуністичну ідеологію, Радянський Союз і КДБ».
Відео українського ютубера під назвою «Будь ласка, не купуйте Atomic Heart» — зібрало майже 2 млн переглядів трохи більше, ніж за тиждень, і підкреслювало абсурдність ситуації, коли гра, заснована на альтернативній історії СРСР, стверджує, що не коментує політику. Критична стаття українського журналіста Микити Казимирова отримала резонанс на російських ресурсах.
Після виходу гри в ній було виявлено сцени, кількість яких дає підстави стверджувати, що це не випадкові збіги, а систематичні натяки на злочинну російську війну проти України. Наприклад, летючий дрон, який несе горщик з геранню (див. реальний безпілотник-камікадзе «Герань»). Крім цього, у грі є «красиві радянські фотографії» українських Маріуполя, Донецька і Запоріжжя; фото сучасних російських військових; цитати про розумово обмежених «свиней-нацистів»; банка реального радянського свинячого фаршу в жовто-блакитному оформленні. Зазначалася також схожість сексуалізованих роботів-близнючок з українською політичною діячкою Юлією Тимошенко.
Австралійський музикант Мік Гордон (відомий за саундтреком до гри DOOM) пожертвував гонорар за саундтрек до Atomic Heart на допомогу українцям, закликавши прихильників також жертвувати кошти. Крім того, у грі розробники використали саундтрек співака Баскова, який активно підтримує і популяризує війну Росії проти України.
Викликали підозри й інвестори Atomic Heart: китайська компанія Tencent та російські GEM Capital і Gaijin Entertainment. Вони могли залучати кошти, отримані від підсанкційних російських компаній та банків, а прибутки від продажів гри можуть бути спрямовані на допомогу російському уряду в його вторгненні. Згідно з The Escapist, поведінка компанії-розробниці свідчить, що фактично вона перебуває в Росії та замовчує тему реальної війни, бо боїться за свої прибутки й безпеку. Хоча це можна зрозуміти, війна, підтримувана російськими громадянами та компаніями, однозначно злочинна.
У російськомовній версії сайту Atomic Heart було виявлено пункт щодо політики конфіденційності, відсутній іншими мовами. Згідно з ним, Mundfish може відсилати дані про користувачів гри до ФСБ Росії чи податкової служби за їхнім запитом.
21 лютого 2023 року Міністерство цифрової трансформації Федоров оголосило, що надішле запити до Valve, Sony й Microsoft, аби вони заборонили російську гру Atomic Heart. Також Михайло Федоров опублікував цифрові копії цих документів і зазначив, що Мінцифри чекає на реакцію Valve, Sony й Microsoft.

## Сприйняття
| Агрегатор  | Оцінка                                  |
| ---------- | --------------------------------------- |
| Metacritic | (PC) 75/100 (PS5) 70/100 (XSX/S) 73/100 |
| OpenCritic | 74/100                                  |

| Видання        | Оцінка |
| -------------- | ------ |
| GameSpot       | 6/10   |
| GamesRadar+    | [ 51 ] |
| Hardcore Gamer | 4.5/5  |
| IGN            | 8/10   |
| NME            | [ 54 ] |
| PCGamesN       | 8/10   |
| Push Square    | [ 56 ] |
| Shacknews      | 9/10   |

Atomic Heart одержала суперечливі оцінки. Здебільшого схвалення отримали світ і естетика гри як інтерпретації альтернативної історії в стилі атомпанку. Також критики зауважили хорошу оптимізацію та відсутність серйозних технічних помилок. Проте погляди на ігровий процес і сюжет сильно різняться. Хоча західні видання про відеоігри більшістю проігнорували пропагандистське наповнення Atomic Heart, ця тема не лишилася осторонь.
Спираючись на пробну версію, надану до офіційного випуску, видання Polygon відгукнулося, що Atomic Heart перебуває під явним і сильним впливом BioShock, BioShock Infinite і Half-Life 2, але відчувається як «культурно російська» з «радісним використання радянської іконографії та всіх відгомонів російського почуття винятковості й імперіалізму». Втім, вона не показує тут нічого такого, що вже не було б зображено західними студіями. Гра описувалася як надзвичайно складна: боєприпасів завжди не вистачає, ближнього бою неможливо уникнути, і навіть рядові роботи-вороги становлять смертельну небезпеку. Atomic Heart — це «крок назад», хоча певне задоволення від перемог унаслідок численних спроб вона все ж приносить.
В Inverse відгукнулися, що естетика гри спирається на те, як «яскраві кольори та оптимістичні тони контрастують із багатьма напрочуд жахливими ситуаціями». Дизайн і анімація заслуговують похвали, зважаючи, що це перша гра від Mundfish. Місцями гра нагадує виживання серед жахів, схоже на Resident Evil 7. Але враження псують примітивні діалоги, передбачувані та повторювані фрази персонажів, жіноненависницькі жарти (зокрема хтиві фрази роботизованої ремонтної шафи). До того ж деякі елементи, як-от потреба стрибання по платформах, надто незручні, а загальний час гри штучно розтягнений подорожами між ключовими локаціями. Тому Atomic Heart «Це гра крайнощів, яка намагається зробити занадто багато різних речей і зазнає невдачі в більшості з них».
Як зазначалося в PC Gamer, гра приділяє дуже мало уваги тому, чим був реальний Радянський Союз, натомість надає різні «візуальної дивацтва» й численні несмішні або недоречні жарти в стилі ігор 15-ирічної давнини. Ігровий процес характеризувався як постійно вимогливий. Отримані протагоністом удосконалення не роблять сутички легшими чи вирішення ігрових завдань — креативнішим; хоча це не стосується відкритого світу на поверхні, де є більше свободи. За вердиктом, «зараз Atomic Heart виглядає як набір чудових візуальних ефектів, застряглих у грі, якій вони не відповідають». В іншому матеріалі того ж видання писалося, що гра «живе і дихає радянським кічем».
Згідно з Destructoid, сюжет Atomic Heart є дуже простою, передбачуваною оповіддю про людей, які борються за владу, та П-3, який стоїть між ними. «Соціальні коментарі зведені до мінімуму, хоча різноманітні аудіожурнали, електронні листи та аудіододатки в електронних листах додають певного колориту світу та показують, що життя в Радянському Союзі не таке чудове… Тут немає нічого, про що б уже не було сказано незліченну кількість разів». Зауважувалося, що обидва фінали однаково незадовільні, а розвиток головного героя впродовж сюжету надто малий. З іншого боку, «Об'єкт 3826 — це монументальне досягнення дизайну, яке чудово відображає сталінську архітектуру та соцреалізм» і показує «чого Сталін і Ленін могли б досягти, якби вони не були так зайняті вбивством власного народу». В Dual Shockers також вказали, що грі бракує гостроти в зображенні СРСР. На відміну від Bioshock, там немає відчуття, що катастрофа є наслідком ідеології. Atomic Heart таким чином ухиляється від думки, що в СРСР щось принципово було неправильно.
Сайт Kotaku окремо зауважив, що Atomic Heart містить обурливі зображення (сексуалізовані роботи в підлеглому становищі; расистська мультиплікаційна вставка з «Ну, постривай!»), які сприяють увазі до гри, але тим паче викликає занепокоєння, що кошти від продажів можуть спрямовуватися на підтримку реальної війни. Game Revolution зазначили, що Atomic Heart відкрито не підтримує Радянський Союз і навіть робить кілька критичних заяв щодо нього. Однак, зважаючи на історичні злочини цієї держави, єдине правильне ставлення до неї – це цілковите засудження.
CBR зосередили увагу на тій паралелі між Atomic Heart і випущеною незадовго раніше фентезійною Forspoken від японської студії Luminous Productions, що в обох іграх є персонаж у вигляді речі, який своїми коментарями компенсує малу глибину сюжету. Однак, ХРАЗ все ж слугує хорошим компаньйоном, який цікаво знайомить зі світом гри, на відміну від браслета Каффа у Forspoken. У GameSpot протагоніста гри, Сергія Нечаєва, зарахували до переліку найгірших відеоігрових протагоністів, зазначивши, що він постійно всім невдоволений і не має жодних позитивних якостей, крім вміння стріляти. 
Деякі російські видання про відеоігри зауважили, що українська гра You Are Empty 2006 року обігрує ту саму тематику, що й Atomic Heart, хоча набагато менш відома та успішна.